# Hammel Cykle Klub
Hammel Cykle Klub er en dansk amatørcykelklub i Hammel. Klubben har eksisteret siden 10. oktober 1974. Klubben er grundlagt af Bill Sejr Nielsen. Hammel Cykle Klub har ca. 200 medlemmer. Børn og unge afdelingen består af ca. 50 børn, 
Klubben dannede baggrund for det semiprofessionelle cykelhold Team Fakta, og er Chris Anker Sørensens gamle klub.
Hammel Cykle Klub er stadig i dag en klub der danner grundlag for både motionister og licensryttere.